# Jeśkówka (rejon wilejski)
Jeśkówka – dawny zaścianek. Tereny, na których leżał, znajdują się obecnie na Białorusi, w obwodzie mińskim, w rejonie wilejskim, w sielsowiecie Dołhinów.

## Historia
W czasach zaborów w powiecie wilejskim, w guberni wileńskiej Imperium Rosyjskiego
W latach 1921–1945 kolonia a następnie zaścianek leżał w Polsce, w województwie wileńskim, w powiecie wilejskim, w gminie Dołhinów.
Według Powszechnego Spisu Ludności z 1921 roku we wsi i w zaścianku Jeśkówka zamieszkiwało 439 osób, 89 było wyznania rzymskokatolickiego a 350 prawosławnego. Jednocześnie 92 mieszkańców zadeklarowało polską, 346 białoruską a 1 rosyjską przynależność narodową. Było tu 78 budynków mieszkalnych. W 1931 w 88 domach zamieszkiwały 482 osoby.
Wierni należeli do parafii rzymskokatolickiej i prawosławnej w Dołhinowie. Miejscowość podlegała pod Sąd Grodzki w Dołhinowie i Okręgowy w Wilnie; właściwy urząd pocztowy mieścił się w Dołhinowie.